# Nancy Drew: Stay Tuned for Danger
Stay Tuned for Danger es la segunda entrega de la serie de juegos de aventuras point-and-click de Nancy Drew de HeR Interactive. Fue descontinuado oficialmente en 2011 antes de relanzarse en 2016 después de que la compañía se transfiriera a su nuevo sistema de juego.
Los jugadores asumen la perspectiva en primera persona de la detective aficionada ficticia Nancy Drew y resuelven el misterio interrogando a los sospechosos, resolviendo acertijos y descubriendo pistas. Cuenta con una jugabilidad más larga en comparación con el juego anterior, Secrets Can Kill . Es la primera entrega de la serie que presenta modelos de personajes 3D pre-renderizados. Hay tres niveles de juego: modo detective junior, senior y maestro. Cada modo ofrece un nivel diferente de dificultad de rompecabezas y pistas, pero ninguno de estos cambios afecta la trama del juego. Está vagamente basada en el libro de 1987 del mismo nombre.

## Trama
Nancy Drew es invitada a la ciudad de Nueva York para quedarse con Mattie Jensen, una popular estrella de telenovelas. Mattie quiere que Nancy investigue las amenazas de muerte que ha estado recibiendo su coprotagonista, Rick Arlen. A lo largo del juego, Nancy descubre que cada personaje tiene un motivo para amenazar a Rick:
- Millie Strathorn, la excéntrica propietaria de Worldwide Broadcasting (WWB) Studios que a veces confunde ficción con realidad, cree que todo lo que sucedió en el programa fue real. Porque odiaba el personaje de Rick, odiaba a Rick, así que presentó a los escritores del programa historias que lo mataban. Sin embargo, nunca incluyeron ninguna de sus historias.
- Mattie Jensen solía salir con Rick, pero él la dejó para salir con Lillian. Luego comenzó a salir con su agente, Dwayne Powers.
- Lillian Weiss salió con Rick por un corto periodo de tiempo. Ella sintió que él sólo la estaba usando para avanzar en su carrera, por lo que le envió algunas amargas amenazas, incluyendo chocolates envenenados y un enojado poema de amor. Sin embargo, cuando empezó a recibir amenazas adicionales, comenzó a investigar.
- William Pappas temía que la salida de Rick del programa provocara bajos índices de audiencia y una posible cancelación. También estaba furioso porque Rick incumplió su contrato.
- Dwayne Powers estaba celoso del éxito de Rick como actor y del hecho de que Mattie todavía se preocupara por él.
- Rick Arlen quería mudarse a Hollywood para buscar trabajo en películas, pero debido a su reputación con las mujeres y su deslealtad con su contrato, estaba causando chismes.

Entre accidentes casi mortales en el set y detrás del escenario, Nancy pronto descubre imágenes de seguridad que muestran a Dwayne Powers en el estudio después de horas. Nancy se dirige al estudio y se encuentra con Lillian. De repente, se corta la electricidad y se revela que Dwayne Powers es el culpable. Nancy logra alertar a seguridad y Dwayne es arrestado. Lillian sigue adelante y se convierte en directora. Rick y Mattie se casan.

## Desarrollo
El Toledo Blade informó que el juego estaba en desarrollo en un número publicado el 3 de abril de 1999.

### Personajes
- Nancy Drew - Nancy es una detective aficionada de 18 años de la ciudad ficticia de River Heights en Estados Unidos. Ella es el único personaje jugable en el juego, lo que significa que el jugador debe resolver el misterio desde su perspectiva.
- Mattie Jensen - Una estrella de telenovelas que actualmente alquila el apartamento de la tía Eloise. Ella trabaja en WWB Studios con su coprotagonista, Rick Arlen. Su agente es Dwayne Powers. Ella dice que ella y Rick solían salir.
- Rick Arlen - Es el coprotagonista de Mattie Jensen en Light of Our Love . Rick está rompiendo su contrato para poder pasarse al cine. Es un infame mujeriego y ha dejado unos cuantos corazones rotos a su paso. Ha recibido numerosas amenazas de muerte, notas, chocolates envenenados, flores muertas, bombas y un reloj roto, pero ¿está simplemente tratando de obtener más atención?
- Dwayne Powers - Dwayne es un actor fracasado que conocía a Mattie y Rick desde sus inicios en el teatro de verano. Ahora es un agente de talentos que parece tener conocimientos de actuación y escenografía.
- Millie Strathorn - Millie es una anciana excéntrica que es la propietaria y encargada de la sala de utilería de World Wide Broadcasting. También tiene problemas para distinguir la realidad de la ficción. Ella ha estado intentando sacar al personaje de Rick del show durante bastante tiempo.
- Lillian Weiss - La malhumorada directora de Light of Our Love . Ella es uno de los corazones que Rick ha roto, y parece muy enojada por ello.
- William «Bill» Pappas - Bill es el anciano productor de Light of Our Love y Rick rompió un trato con él.
- Owen W. Spayder - Owen es un misterioso tramoyista que siempre parece estar en el set cuando aparecen accidentes y amenazas, aunque nunca puedes encontrarlo cara a cara. Recientemente fue contratado por la Agencia Dwayne Powers.
- Ralph Guardino - Ralph es el guardia de seguridad de WWB.

### Elenco
- Nancy Drew / Millie Strathorn - Lani Minella
- Mattie Jensen - Moriah Seebold Angeline
- Rick Arlen - Ryan Drummond
- Dwayne Powers / Ralph Guardino - Bob Heath
- Lillian Weiss - Jeral Fontaine
- Owen W. Spayder - Roger Jensen
- Ned Nickerson - Ryan Campbell
- Bess Marvin - Katie Denny
- George Fayne - Lindsey Newman
- William Pappas - Frank Martin[6]

## Lanzamiento
El juego fue descontinuado originalmente el 17 de noviembre de 2011 debido a problemas de incompatibilidad con las tarjetas de sonido en computadoras más nuevas. Aunque HeR Interactive lanzó una versión remasterizada de su primer juego Nancy Drew: Secrets Can Kill, no han anunciado planes para remasterizar otros juegos más antiguos, incluido Stay Tuned for Danger.
En 2016, HeR Interactive volvió a poner a disposición el Stay Tuned for Danger original mediante descarga digital, junto con consejos y tutoriales para que funcione con sistemas Windows más modernos.

## Recepción
Durante el año 2001, Stay Tuned for Danger vendió 20.826 unidades en América del Norte, según PC Data. Su reedición en formato joyero vendió 47.179 copias en la región durante 2003. Sólo en Estados Unidos, la versión para computadora del juego vendió entre 100.000 y 300.000 unidades en agosto de 2006.  Las ventas combinadas de la serie de juegos de aventuras Nancy Drew alcanzaron las 500.000 copias en Norteamérica a principios de 2003, y las entregas para computadora alcanzaron 2,1 millones de ventas solo en los Estados Unidos en agosto de 2006. Al comentar este éxito, Edge calificó a Nancy Drew como una «franquicia poderosa».
New Straits Times escribió que si bien el juego »tenía un cierto encanto voyeurista», «padeaba de algunos de los acertijos más artificiales jamás incluidos en un juego de aventuras».
Stay Tuned for Danger recibió el premio «Gold» Parents' Choice en la primavera de 2000.